# Medalja Ljeto '95
Medalja Ljeto '95 dodjeljuje se u prigodi zajedničke akcije HV, HVO i Armije BiH za oslobađanje područja Bosanskog Grahova, Glamoča, Drvara, Šipova i Jajca (srpanj-kolovoz 1995.). Medalju dodjeljuje vrhovni zapovjednik na prijedlog ministra obrane i ministra unutrašnjih poslova.